# 케이티 초너카스
케이티 초너카스(Katie Chonacas, 1980년 11월 11일 ~ )는 미국의 배우, 가수, 모델이다.
리보니아에서 태어났다.

## 영화
- 코드 (2009년) - 준 역
- 악질경찰 (2009년) - 로렌스 역
- 퍼펙트 겟어웨이 (2009년)
- 트릴로퀴스트 (2008년)
- 킬러 패드 (2008, Killer Pad)
- 메이저 무비 스타 (2008년)
- 커넥션 (2005년) - 시타 역
- 스탠딩 인 더 샤도우 오브 모타운 (2002년)